# Göteborgs Rundradiostation

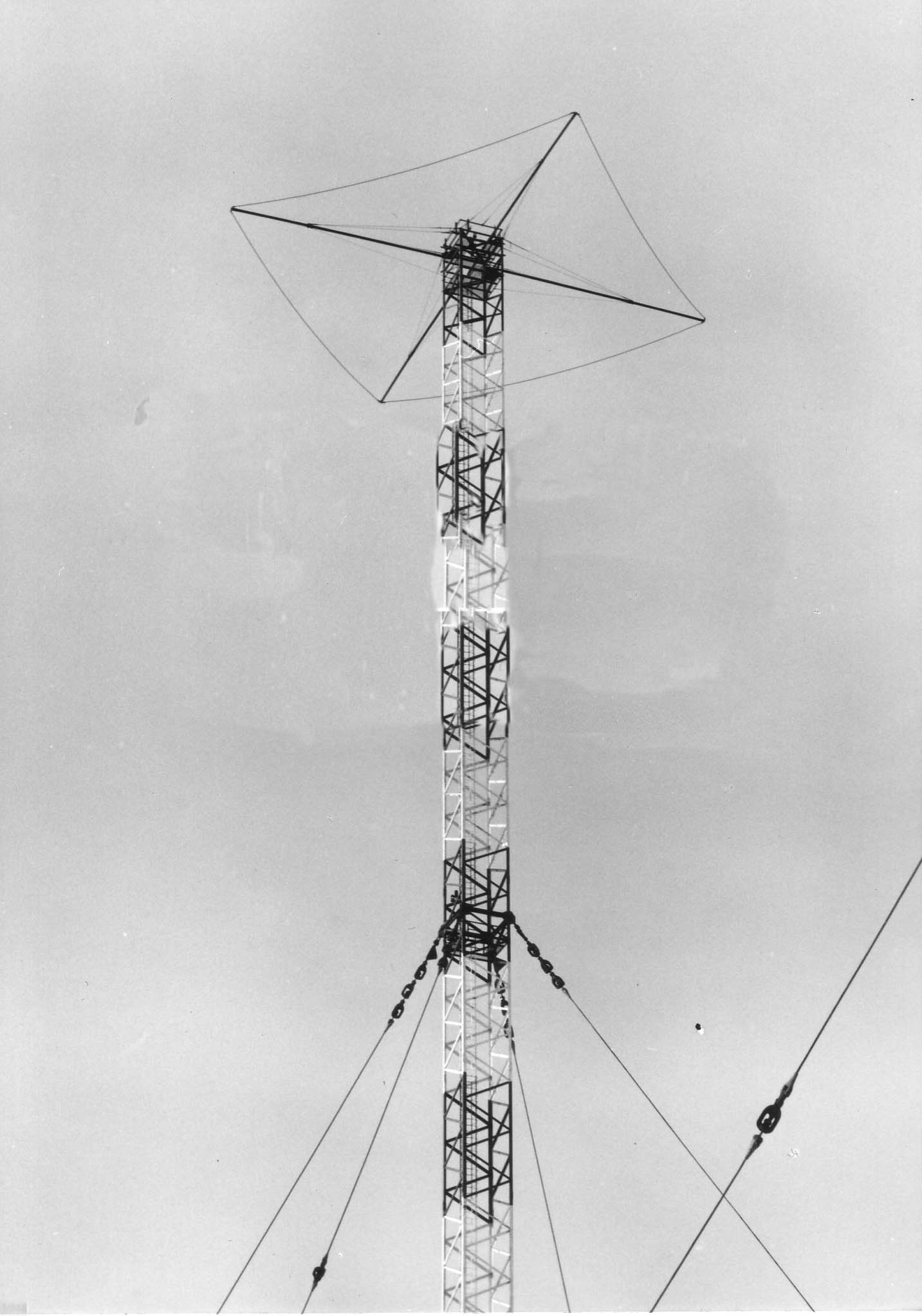
En antennmast med fadingspröt i toppen.

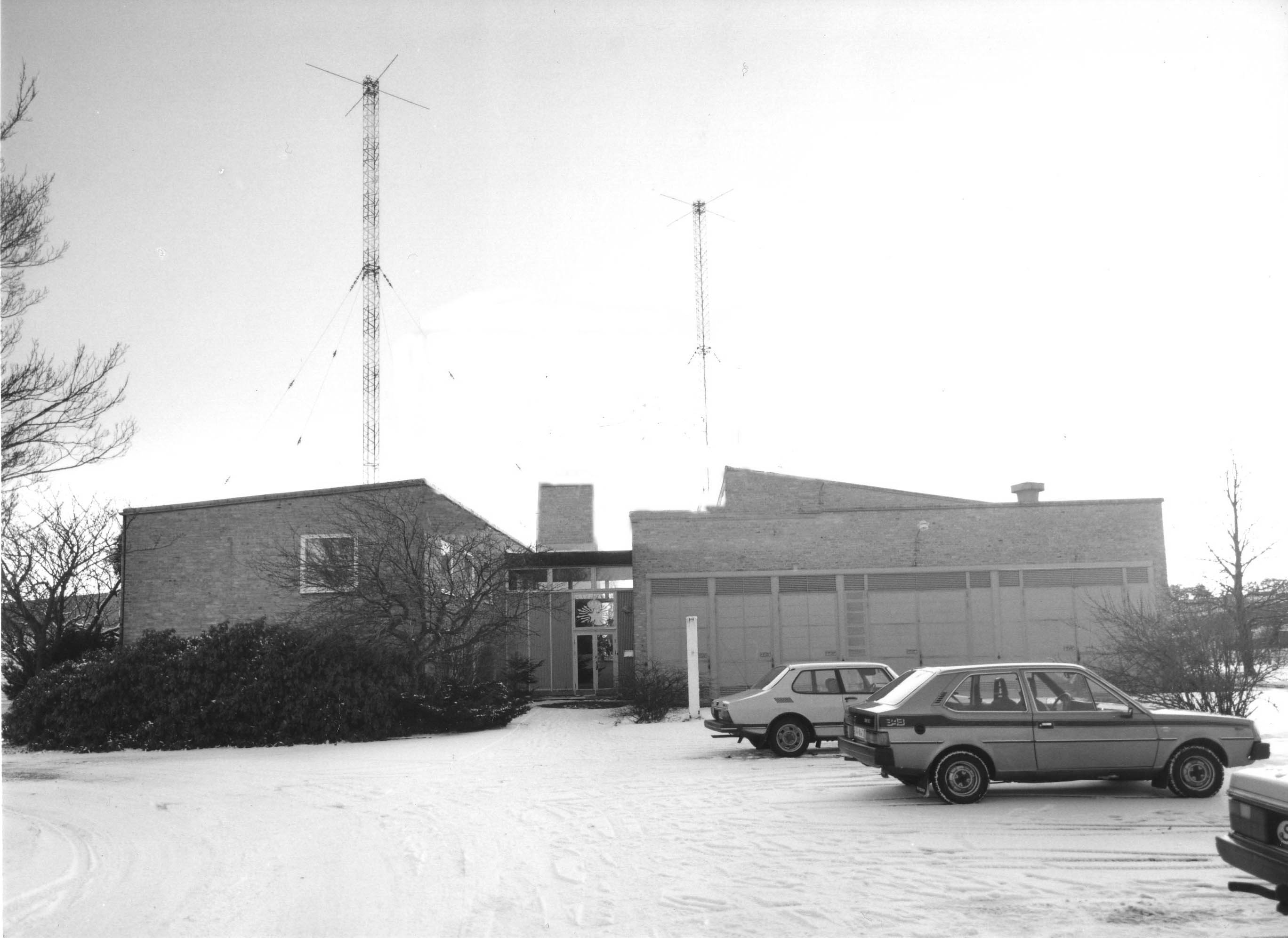
Stationen, sändarsalen till höger

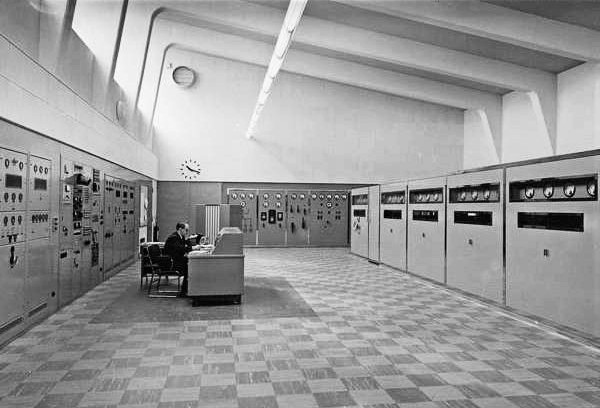
Interiör från sändarsalen. Kontrollbordet till vänster, sändaren till höger. I bakgrunden instrumentering för krafttillförseln.

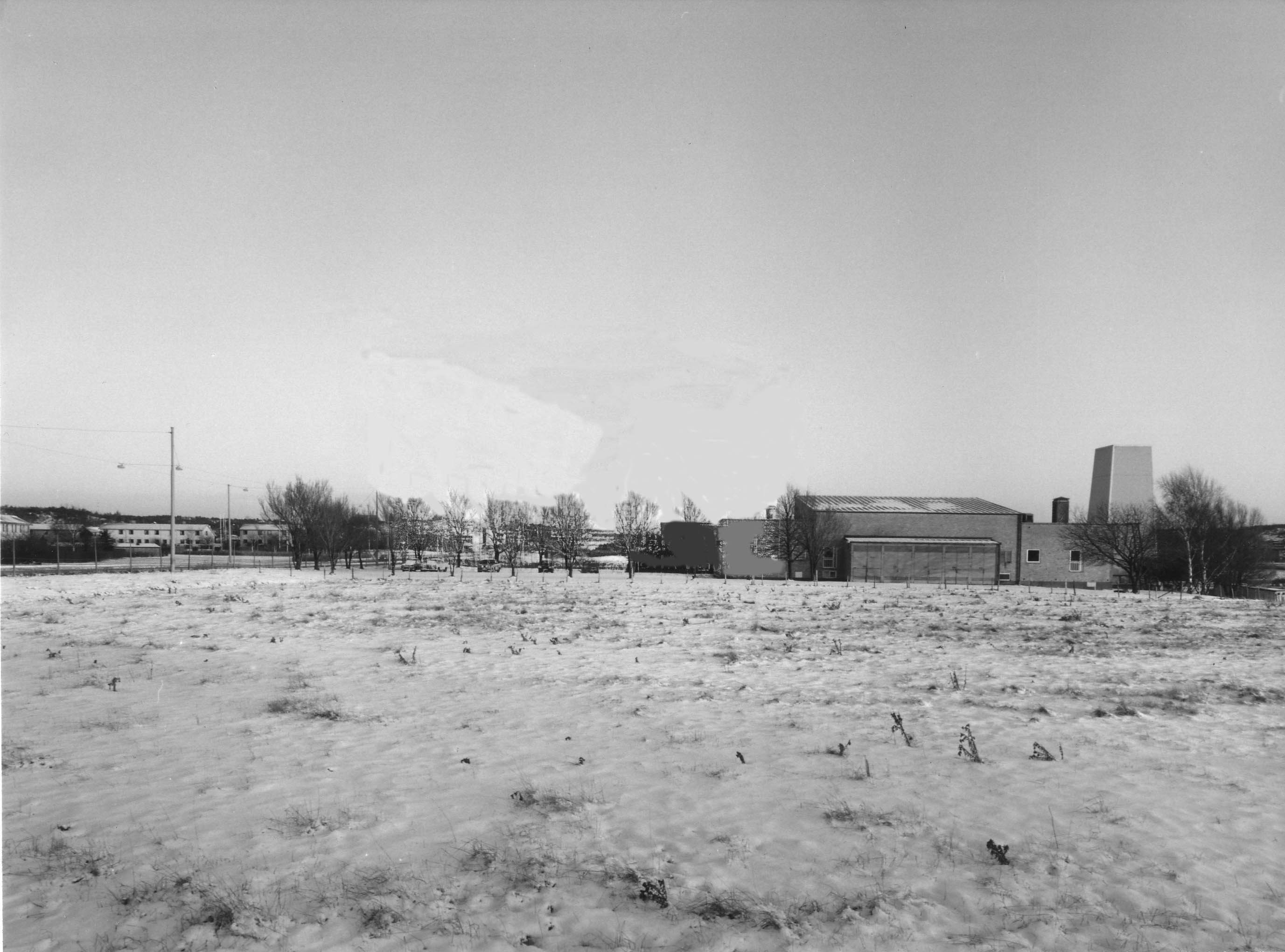
Stationen med kyltorn.

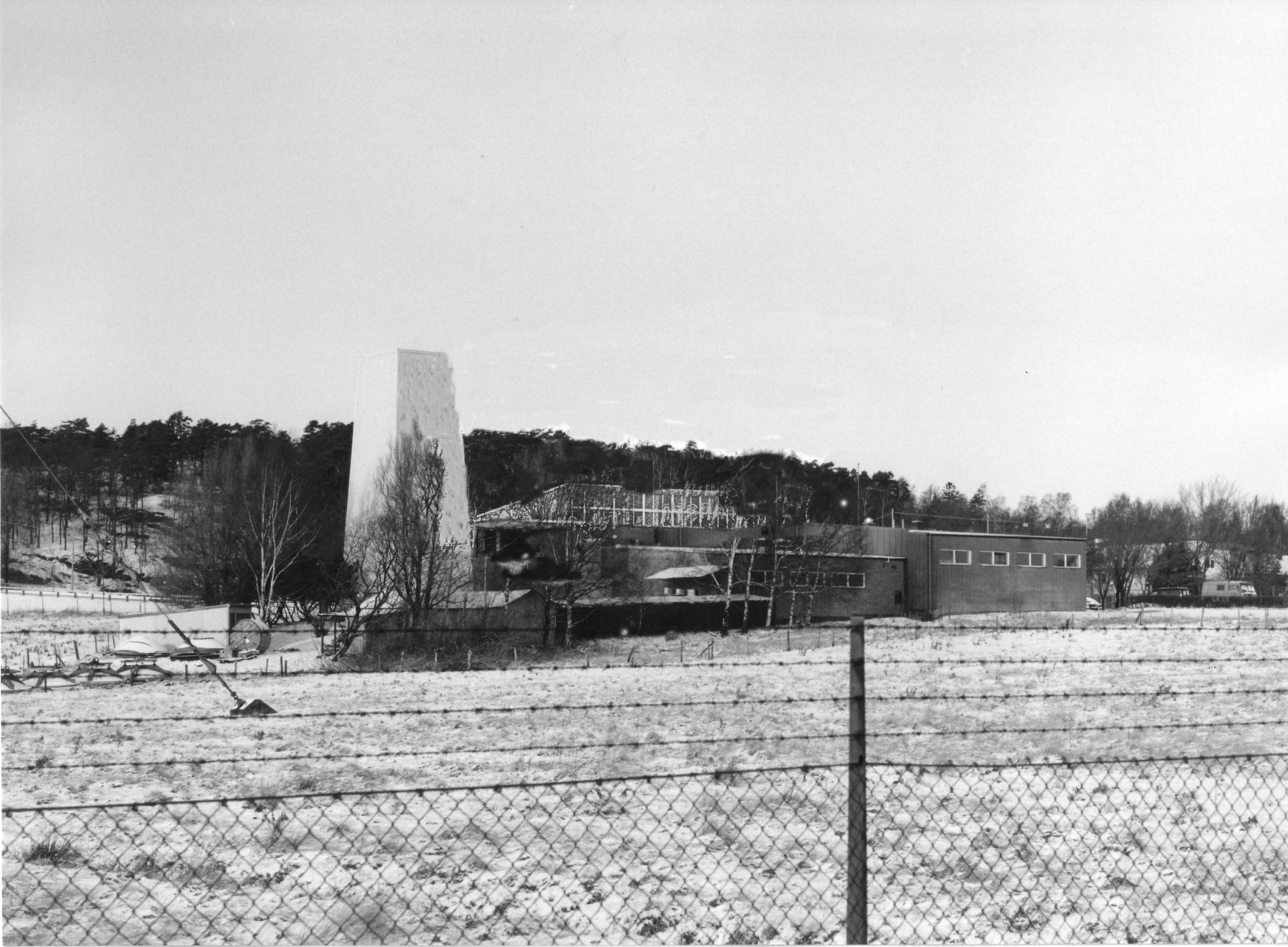
Sändarhallen med kyltorn

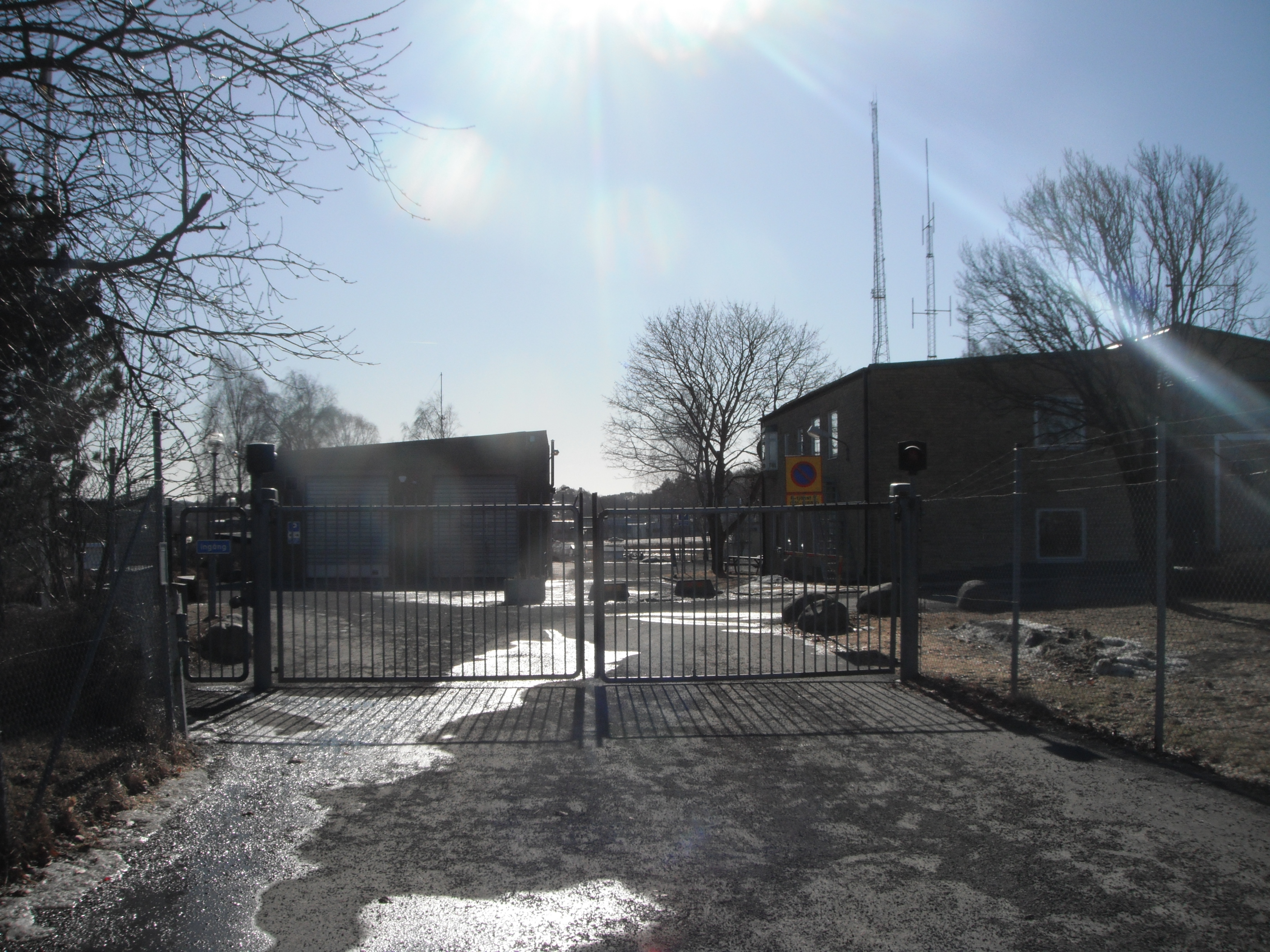
Infart till radiostationens område 2011

Göteborgs Rundradiostation eller Göteborgs mellanvågssändare var en mellanvågsändare som stod i stadsdelen Järnbrott, cirka sju km söder om Göteborg. Stationen invigdes 1951 och lades ner 1984.

## Bakgrund
Som ett led i utbyggnaden av AM-sändare i Sverige under 1950- och 60-talet stod Göteborg som nummer tre. Tidigare hade stationerna i Hörby och Sundsvall förstärkts och nu var det alltså Göteborgs tur. Den våglängdsplan, som lade förutsättningarna för planeringen av dessa nya stationer, fastställdes i Montreux 1939. Planen trädde visserligen aldrig i kraft på grund av kriget, men lades i alla fall till grund för effektuppgifter, våglängdsindelningar med mera. I planen bestämdes den maximala bärvågseffekten till 120 kW. Då radioutrustningarna beställdes 1945 fastställdes dock, att drifteffekten skulle höjas till 150 kW, då tillåten effekt väntades bli höjd vid nästa våglängdskonferens. Enligt Montreux-planen skulle Sundsvall dela våglängd med Aten och ha riktantenn, som reducerade strålningen mot SSO. Göteborg skulle dela våglängd med Alger och därför reducera effekten mot SSV. Detta sammanfaller även med intresset för de svenska lyssnarna, då strålningen därigenom helt kommer att koncentreras inåt land och utefter kusten, med motsvarande reducering ut mot havet. Det beslöts därför att båda stationerna skulle förses med riktantenner bestående av två matade master. För att få största möjliga fältstyrka och fadingfrihet utföres masterna såsom halvvågsmaster med toppspröt (toppkapacitans) för slutlig injustering av den elektriska våglängden. För vid denna tid kunde dessutom godtagbara priser och leveranstider på de höga masterna ej erhållas. För Sundsvallsstationen uppsattes dock tills vidare en provisorisk antenn på 107 m då det var osäkert inför en kommande våglängdskonferens, om stationen skulle få behålla sin långa våglängd på cirka 500 m. För Göteborgsstationen blev den slutliga antennanläggningen två 130 m höga master. 
Vid våglängdskonferensen i Köpenhamn 1948 höjdes den maximalt tillåtna effekten till 150 kW. Sundsvall fick frekvensen 593 kHz och Sofia som samkörande station. Göteborg tilldelades 980 kHz (från 1978 981 kHz) och fortsatte att arbeta på samma våglängd som Alger. 

### Byggandet
Efter segslitna förhandlingar och omfattande fältstyrkemätningar fastställdes ett område cirka sju km söder om Göteborg, i Järnbrott, då jordbruksbygd innan stadsdelen Västra Frölunda började byggas i slutet av 1950-talet. Stationen fick inte ligga i vägen för inflygningen eller i närheten av flygplatsen ute i Torslanda. Den nya stationen ersatte stationen i Änggården på Medicinarberget. Göteborgs och Sundsvalls stationshus såg exakt likadana ut, uppförda i gult tegel med lanterniner för ljusgenomsläpp i själva sändarhallen. Själva sändaren behövde ett helt komplex i två våningar för sig själv med omformare, rör, kylvattenpumpar, likriktare, slutsteg, modulator med mera. 

### Teknik
Slutsteget använde  4 slutrör av typen 4030C och modulatorn 2 rör av samma typ. Anodspänningen var 13 500 volt. Verkningsgraden var hög med dåtidens mått men med dagens mått räknat uselt, endast 42 procent. Resten försvann i effektförluster och i ren värme som måste kylas bort. En modern sändare har en verkningsgrad på omkring 75 procent vilket är så nära det teoretiskt möjliga man kan komma. Först använde man en kvicksilverlikriktare men den ersattes senare av en modernare tyristorlikriktare. 
| Station   | Effekt kW | Tagen i drft år | Totalverkningsgrad % |
| --------- | --------- | --------------- | -------------------- |
| Motala    | 150       | 1935            | 23,1                 |
| Hörby     | 100       | 1937            | 20,2                 |
| Falun     | 100       | 1939            | 30,3                 |
| Hörby     | 100       | 1948            | 40,2                 |
| Sundsvall | 150       | 1949            | 42,0                 |
| Göteborg  | 150       | 1951            | 42,0                 |

Antennelementen bestod av två kvadratiska fackverksmaster, "stålskelett" på 130 m med 4 fadingspröt i toppen för att justera in den elektriska våglängden. Göteborgssändaren låg nämligen alldeles vid gränsen av sitt distributionsområde, som utgjordes av Göteborg med några tiotals mil i omkrets, och behövde inte sända ut över havet, där det i alla fall blev bättre räckvidd på grund av mindre dämpning över vattnet. Därtill måste enligt de internationella våglängdsbestämmelserna denna sändare, som använde samma våglängd som Nordafrikasändaren i Alger, avskärma sin strålning västerut. Tack vare den riktade strålningen räknade man med en vinst av 25 kW eller mer för lyssnarna inåt land. Eftersom våglängden låg omkring 300 m, borde masternas längd ha varit 150 m, men i verkligheten blev den 130 m.
Tack vare ändeffekterna samt fyra 12,5 m långa så kallade fadingspröt i toppen blev den elektriska längden större än den verkliga. För att åstadkomma riktverkan hade man som nämnts två antennmaster där den ena, den västliga, verkade som reflektor och mellan vilka avståndet valdes till 0,3 våglängder eller 95 m.
Båda antennerna var matade, varvid amplituderna blev lika stora men fasvinkeln mellan strömmarna kunde varieras så man uppnådde den önskade strålningskarakteristiken. Att "antennerna" i verkligheten inte var trådar utan skrymmande stålskelett mätande 2,5 m i fyrkant saknade helt betydelse då det väsentliga endast var att "trådens" tjocklek är liten i förhållande till längden.
Masterna, som vägde vardera 38 ton, var i nedre ändarna isolerade från jord genom endast ett par decimeter bred kula av ett isolationsmaterial, steatit, som vilade i en skål av liknande material. Fyra stag som var fästa i ett stycke ovan mitten var isolerade från masterna medelst kraftiga porslinsisolatorer. För att åstadkomma en effektiv jordning, som är nödvändig för en halvvågsantenn för att genom elektrisk spegling erhålla den andra halvan, nedgrävdes ett jordnät av 120 halvvågstrådar.
Dagtid sändes SR P1 och när Melodiradion senare omdöpt till SR P3 gjorde intåg i början på 1960-talet, till följd av den reklamfinansierade radiokanalen Radio Nord, fick sändaren gå dygnet runt. Dessa gamla sändare behövde vila några timmar varje dygn så när de fick gå dygnet runt fick de ta mycket stryk. Det drabbade även Göteborgs systerstation i Sundsvall.

### Slutet på Järnbrott-epoken
I den våg av nedläggningar på 1970-talet av såväl stora som små AM-sändare, exempelvis Sundsvall och Östersund, drogs även denna station med. Stationen var i dåligt skick, dyr i drift och krävde ständig bemanning. Man ansåg det inte värt att renovera sändaren. Lyssnarunderlaget var för litet. Televerket gjorde bedömningen att sändaren skulle kunna hålla fram till 1985 men slutet kom i slutet av mars 1984. Då sändes det sista programmet, Fiskhamnsrapporten, och de sista dagarna gick en bandspelare med meddelandet att stationen läggs ned. Sen tystnade 981 kHz för gott från Sverige. Sändaren skrotades kort efter nedläggningen men antennmasterna fick stå kvar. Televerket monterade diverse antenner, bland annat mobiltelefonantenner, på masterna. Dock krävde masterna underhåll och eftersom de inte skulle användas mer, revs den första masten 7 april 1990 Man klippte av en av staglinorna och lät masten falla till marken av egen tyngd. Den andra och sista masten fälldes under 1992.  
Televerket Radio västra regionen tog över lokalerna efter radiostationens nedläggning. Man kompletterade stationen med flera enkla baracker. Dessa finns kvar idag som skola. Det flyttade in två stora utvecklingsprojekt hos Televerket Radio. Det ena var Mobitex som var ett radiodata system för överföring av mobil data mellan centraler och fordon. Detta användes bland annat av Posten samt Polisen runt om på jorden under många år. Det andra projektet var CoordCom, stora ledningscentraler för bland annat SOS Alarm 112 i Sverige och sedermera även i många andra länder. Produkten finns kvar fortfarande men nu i en mycket senare revision och används av räddningsorganisationer runt om i världen. Som mest jobbade cirka 250 personer med dessa utvecklingsprojekt mellan 1985 och 2001 då man lämnade området. I gamla sändarhallen var det utvecklingslabb i källaren och hela sändarhallen var en stor datorhall fylld med cirka 15 Vax-datorer och diverse telefon- och radioväxlar. 
Telia har kvar verksamhet på området och lokalerna har bland annat använts för brevsortering av Posten.

### Störningar
När stadsdelen Västra Frölunda var färdigbyggt uppstod genast problem från sändaren. Det "pratade" i spisar och ugnar och gatlampor gick sönder jämt och ständigt. Allt berodde på den kraftiga fältstyrka som uppstod från sändaren. Idag hade aldrig en sådan stark sändare fått ligga så nära bebyggelse men stationen fanns där långt innan bebyggelsen kom till. Att det pratade i spisplattor, ugnar, med mera löste man med bland annat extra jordning. Strålningen var ett stort problem i den nya förorten Västra Frölunda. I sin stereo hade man alltid P1 i bakgrunden och TV-bilden var randig. Man kunde få speciella bandspärrfilter gratis av Televerket som man monterade på tv-kabeln för att få bort ränderna. Videobandspelare (VCR) gick inte alls att använda då P1 gick rätt in i videobandspelarens signalbehandling. Signalen var så kraftig att man med en enkel antennkabel i närheten kunde mäta upp spänning upp till 90 volt.

### Webbkällor
1. ↑  Bilder från Göteborgs rundradiostation i Järnbrott 1951-1984. Arkiverad 14 juli 2014 hämtat från the Wayback Machine.
2. ↑  TELE, Nr 1, 1951, sid 22-37
3. ↑  Eva Heyman (8 april 1990). ”Välkänt landmärke på fall”. Göteborgs-Posten. Läst 21 november 2023.

- Rundradions historia i Sverige